# Whoosh!
Whoosh! – dwudziesty pierwszy album studyjny brytyjskiej grupy rockowej Deep Purple, wydany 7 sierpnia 2020 roku.

## Lista utworów
Wszystkie utwory zostały napisane przez Deep Purple i Boba Ezrina, chyba że zaznaczono inaczej.
| 1.  | „Throw My Bones”                                                | 3:38  |
|     |                                                                 |       |
| 2.  | „Drop the Weapon”                                               | 4:23  |
|     |                                                                 |       |
| 3.  | „We're All the Same in the Dark”                                | 3:44  |
|     |                                                                 |       |
| 4.  | „Nothing at All”                                                | 4:42  |
|     |                                                                 |       |
| 5.  | „No Need to Shout”                                              | 3:30  |
|     |                                                                 |       |
| 6.  | „Step by Step”                                                  | 3:34  |
|     |                                                                 |       |
| 7.  | „What the What”                                                 | 3:32  |
|     |                                                                 |       |
| 8.  | „The Long Way Round”                                            | 5:39  |
|     |                                                                 |       |
| 9.  | „The Power of the Moon”                                         | 4:08  |
|     |                                                                 |       |
| 10. | „Remission Possible” (instrumentalny)                           | 1:38  |
|     |                                                                 |       |
| 11. | „Man Alive”                                                     | 5:35  |
|     |                                                                 |       |
| 12. | „And the Address” (instrumentalny) Ritchie Blackmore i Jon Lord | 3:35  |
|     |                                                                 |       |
| 13. | „Dancing in My Sleep” (Bonus)                                   | 3:51  |
|     |                                                                 |       |
|     |                                                                 | 51:29 |
|     |                                                                 |       |

## Wykonawcy
Wszystkie informacje pochodzą z książeczki albumu.
Deep Purple:
- Ian Gillan – śpiew
- Steve Morse – gitary
- Roger Glover – gitara basowa
- Ian Paice – perkusja
- Don Airey – instrumenty klawiszowe

Muzycy sesyjni:
- Saam Hashemi – programowanie w „Dancing in My Sleep”
- Ayana George – backing vocals w „No Need to Shout”
- Tiffany Palmer – backing vocals w „No Need to Shout”